# Tomcat (videojuego de 1983)
Tomcat fue un videojuego de vectores de color creado por Atari en 1983. El juego nunca llegó más allá de la etapa de prototipo. El juego era un simulador de combate de vuelo que permitía a un jugador elegir volar un avión o helicóptero F14 Tomcat y derribar otros aviones y atacar objetivos en tierra para obtener puntos. El juego no solo presentaba un hud completo sino que era el primer juego de vectores en 3D que ofrecía un enlace a otro juego para agregarlo al juego. En el momento en que se completó el prototipo, Atari cerró la producción de juegos de vectores y desechó los proyectos existentes.[cita requerida]